# Кинематограф Кувейта
Кинематограф Кувейта включает в себя широкий спектр фильмов.
Кувейтские кинотеатры показывают множество картин со всего мира, как правило, через несколько недель после их первоначального выпуска в США. Первый Кувейтский фильм был выпущен в 1972 году. Кувейт стал первой страной-членом Совета сотрудничества арабских государств Персидского залива, выпустившим свой кинофильм.

## Известные фильмы снятые в Кувейте
- «Жестокое море » (Bas ya Bahr, 1972, первый полнометражный фильм)
- «Мухаммед — посланник Бога» (международный; 1976)
- «Барака» (США; 1982)
- «Ловушка» (الفخ, кувейтский фильм; 1983)
- «Уроки темноты» (Германия; 1992)
- Каллу Кондору Пенну (фильм малаялам; 1998)
- Младший сын (кувейтский фильм; 2001)

## Примечание
1. ↑  History of Cinema in Kuwait. filmbirth. Дата обращения: 2 декабря 2011. Архивировано из оригинала 6 апреля 2011 года.